# エフゲニー・ベルズィン
エフゲニー・ヴァレンティノヴィチ・ベルズィン（ロシア語: Евге́ний Валенти́нович Берзин, ラテン文字転写: Evgeni Valentinovich Berzin、1970年6月3日 - ）は、ロシア、ヴィボルグ出身の元自転車競技選手。ジロ・デ・イタリアを1994年、ロシア国籍選手として初めて制覇した。
自転車競技雑誌等では、エフゲニー・ベルツィンと表記している例もみられる。

## 経歴
アマチュア時代は、1988年のジュニア世界自転車選手権の団体追い抜き優勝。1989年、1990年の団体追い抜き及び1990年の個人追い抜きと、トラックレース世界自転車選手権で3度マイヨ・アルカンシエルを手中にした。
1993年、メカイル・バッランと契約を結んで、プロロードレース選手に転向。
1994年、リエージュ〜バストーニュ〜リエージュを制覇。ジロ・デ・イタリアでは、マルコ・パンターニ（2位）、ミゲル・インドゥライン（3位）らを抑え、第4ステージよりマリア・ローザを手中にし、そのまま最後まで守り通して総合優勝（第4、8、18ステージも制覇）を果たした。また、国内選手権・個人タイムトライアルを優勝。
1995年のジロ・デ・イタリアでは、第21ステージを制し総合2位。エウスカル・ビシクレタ総合優勝。
1996年、ツール・ド・フランス第8ステージ制覇。2日間マイヨ・ジョーヌ堅持。ジロ・デ・イタリア第19ステージを制覇し、総合10位。
2000年、ジロ・デ・イタリア開幕直前のドーピング検査において、ヘマトクリット値が50％を超えたことから参加を拒まれた。これが影響して、同年限りで現役を引退した。